# پای
پای (به انگلیسی: Pie) یک ظرف غذای پخته با پوشش خمیر از مواد شیرینی یا خوراک است. پای متشکل از لایه خمیری و مواد داخل آن اعم از میوه و مربا یا ترکیب سبزیجات، گوشت، تخم‌مرغ و لبنیات است.

## انواع پای

### پای‌های غیر شیرین
- پای ماهی
- پای گوشت
- پای استیک
- پای اسکاتلندی

### پای شیرین
پای بسیاری از میوه‌ها بسیار شبیه به هم هستند و تفاوت تنها در میوههای مورد استفاده در داخل آن است. پای‌های شیرین را اغلب با بستنی یا خامه مصرف می‌کنند. این نوع دسر در کشورهای آمریکا، استرالیا و زلاندنو بسیار پرطرفدار است.
- پای سیب
- پای گیلاس
- پای خامه‌ای
- پای کاستارد
- پای گردو
- پای کدو تنبل
- پای ریواس

## نسبت مواد پای
| مواد /ظرف        | ۱۵ سانتیمتری | ۱۸ سانتیمتری | ۲۱ سانتیمتری |
| ---------------- | ------------ | ------------ | ------------ |
| آرد شیرینی (گرم) | ۷۵           | ۱۰۰          | ۱۲۰          |
| آرد نان (گرم)    | ۷۵           | ۱۰۰          | ۱۲۰          |
| کره              | ۱۵۰–۱۲۰      | ۲۰۰–۱۶۰      | ۲۴۰–۲۰۰      |
| آب (میلی لیتر)   | ۷۱–۷۹        | ۹۵–۱۰۵       | ۱۱۴–۱۲۶      |

## پرتاب پای
پرتاب پای در صحنه‌ای از فیلم کمدی مستر فلیپ از بن ترپین ساخت ۱۹۰۹میلادی در سال‌های اخیر، تبدیل به یک عمل سیاسی شده است.

## نگارخانه

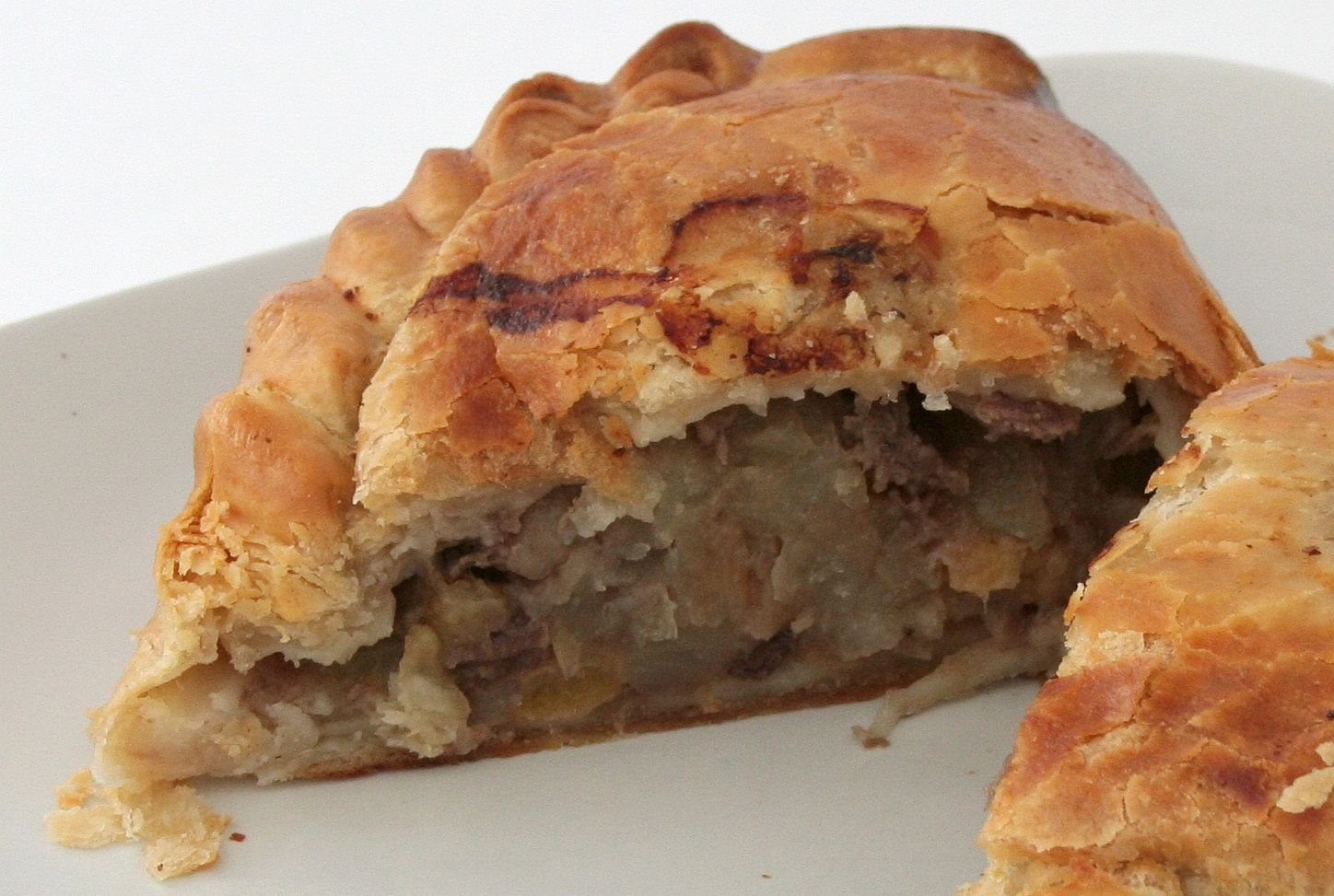
پای استیک
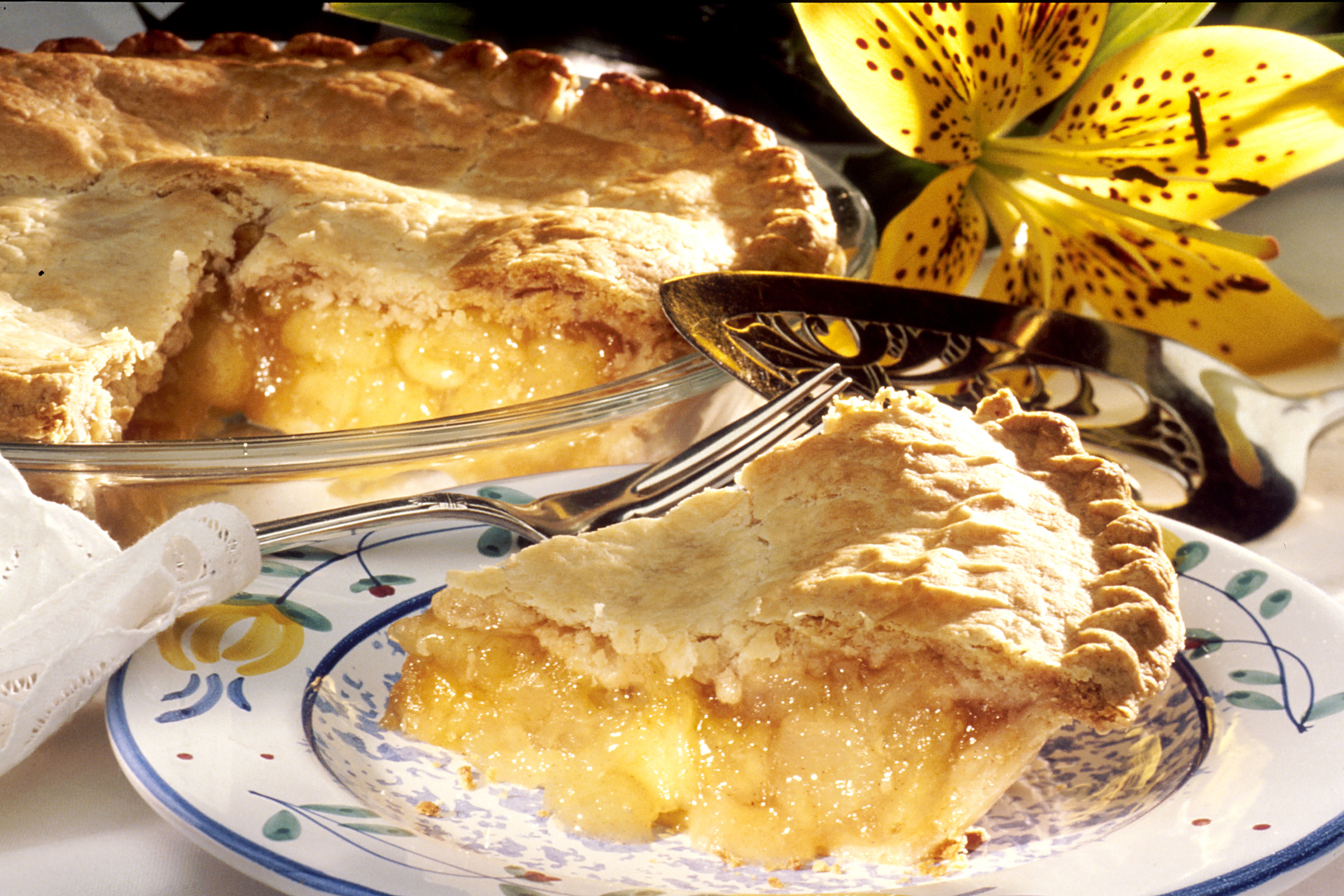
پای سیب
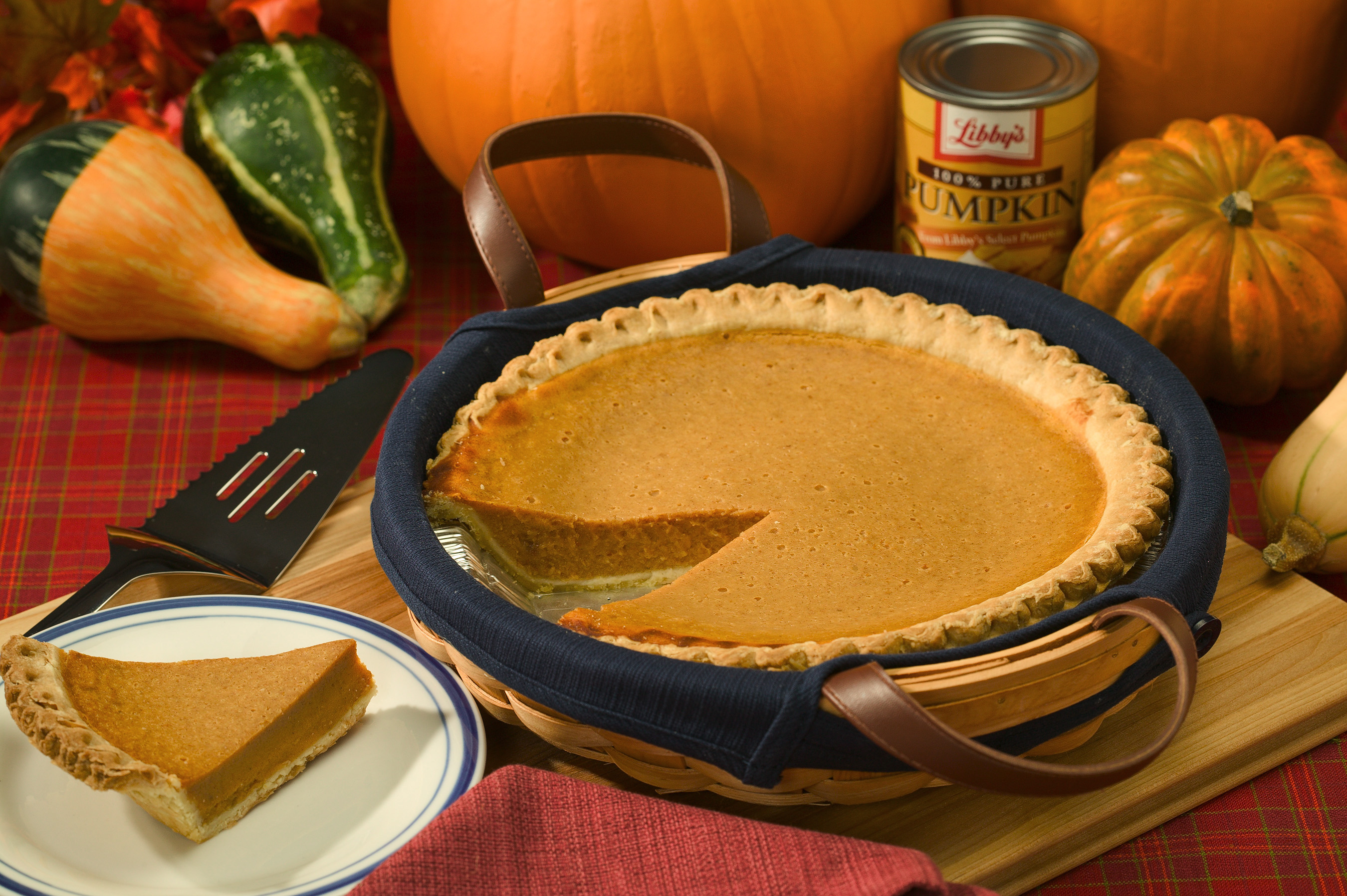
پای کدو حلوایی
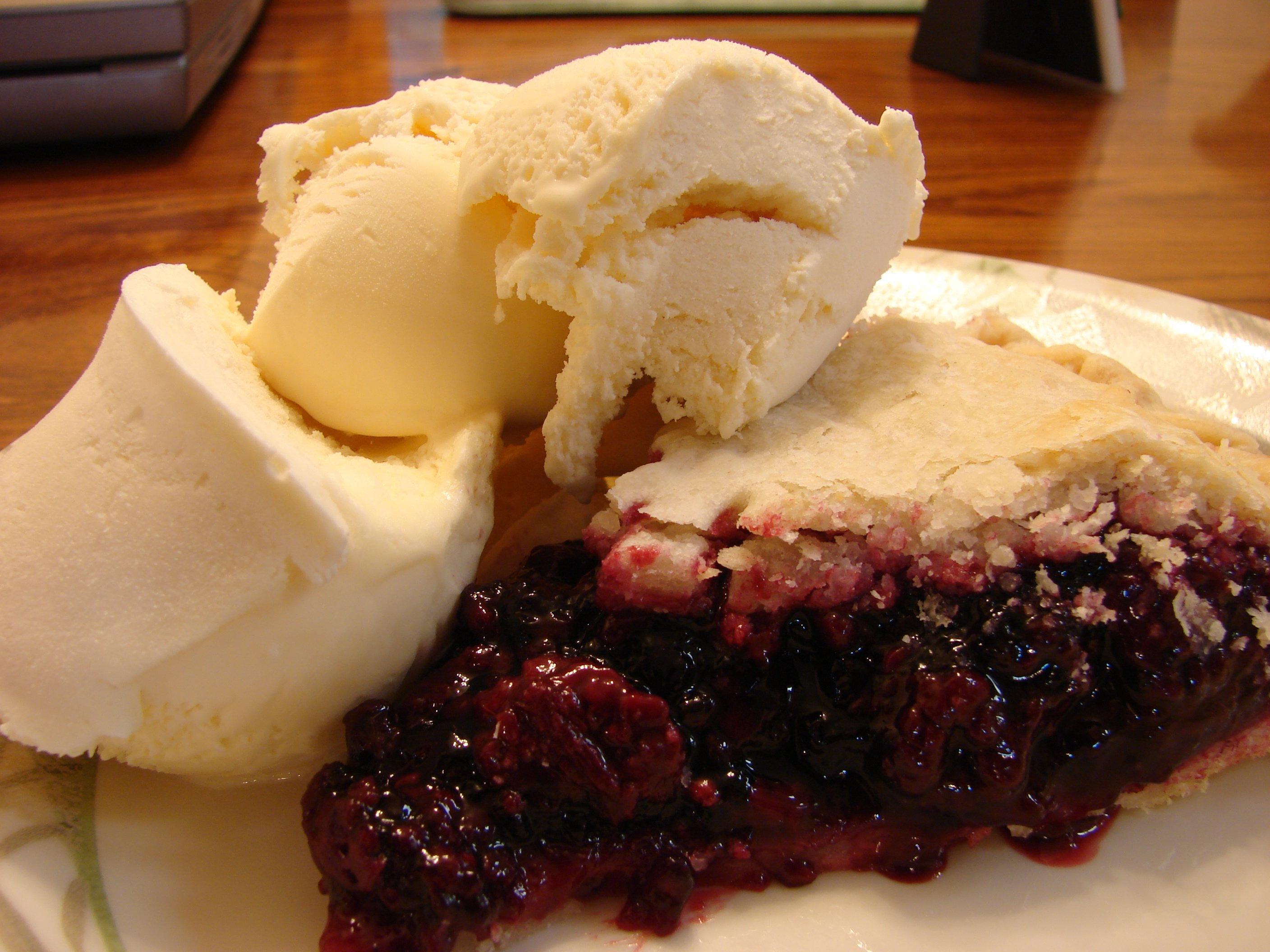
یک تکه از پای شاه‌توت و بستنی